# 小森収
小森 収（こもり おさむ、本名同じ、1958年6月2日 - ）はフリー編集者、演劇評論家、書評家・文芸評論家、小説家。

## 略歴
福岡県門司市（現北九州市門司区）生まれ。大阪大学人間科学部卒業。
1984年から12年間、週刊の演劇ニューズレター『初日通信』を編集発行。小劇場ブームと同伴した伝説的な雑誌となる。なお『初日通信』に執筆する際は中林修治という筆名を用いていた。
雑誌『噂の真相』の編集者だったこともある。
また1990年前後には、JICC出版局（現宝島社）刊行で、演劇ガイドブック『TOKYO芝居探検隊』や、小劇場ブームの中から名作戯曲をセレクトした『モダンクラシックプレイズ・シリーズ』全6巻を編集した。
その後は主に文芸書の編集者として、山本文緒『パイナップルの彼方』『ブルーもしくはブルー』、篠田節子『夏の災厄』、三谷幸喜『古畑任三郎』、黒崎緑『未熟の獣』、月崎時央『正しい精神科のかかり方』『「少女監禁」と「バスジャック」』などを担当。
その一方で『本の雑誌』などに、ジャンルの枠を超えた書評・評論を発表。
特にミステリについては造詣が深く、『ミステリマガジン』での書評や、文庫解説などを担当。また、主にミステリ関係者へのインタビュー集『はじめて話すけど…』、既発表のミステリ評論からのセレクション『ベスト・ミステリ論18』などを刊行している。
2003年には初の小説、『終の棲家は海に臨んで』を刊行した。
2022年、『短編ミステリの二百年』で第75回日本推理作家協会賞評論・研究部門、第22回本格ミステリ大賞評論・研究部門受賞。

## 著書

### 単著

#### 小説
- 『終の棲家は海に臨んで』（2003年6月 れごりべーれ〈フリースタイル〉）
- 『土曜日の子ども』（2014年8月 フリースタイル）
- 『明智卿死体検分』（2022年12月 東京創元社 / 2025年2月 創元推理文庫）
- 『明智卿死人を起す』（2025年4月 創元推理文庫）

#### 評論等
- 『小劇場が燃えていた 80年代芝居狂いノート』（2005年12月 宝島社）
- 『本の窓から 小森収ミステリ評論集』（2015年9月 論創社）

### 編著・共著
- 『Tokyo芝居探検隊 小劇場ハンドブック』（1988年5月 JICC出版局） - 編：初日通信
- 『芝居狂いがうつる本 「初日通信」1984-1988』（1989年2月 JICC出版局） - 編：初日通信
- 『芝居狂いがうつる本2 「初日通信」1984-1989』（1989年10月 JICC出版局） - 編：初日通信
- 『Tokyo芝居探検隊 小劇場ハンドブック（改訂版）』（1990年10月 JICC出版局） - 編：初日通信
- 『Tokyo芝居探検隊 '93』（初日通信編集部）（1992年12月 JICC出版局） - 編：初日通信
- 『ベスト・ミステリ論18 ミステリよりおもしろい』（2000年7月 宝島社） - 編：小森収 
  - 『ミステリ=22: 推理小説ベスト・エッセイ』 (2024年6月、創元推理文庫） - 編：小森収
- 『はじめて話すけど… 小森収インタビュー集』（2002年7月 フリースタイル）
  - 各務三郎、皆川博子、三谷幸喜、法月綸太郎、石上三登志、松岡和子、和田誠へのインタビュー集。
  - 『はじめて話すけど…… 小森収インタビュー集』 (創元推理文庫、2023/12/18)　北村薫へのインタビューを追加。題名中の「三点リーダー」が単行本の１文字分から２文字分となっている。
- 『都筑道夫 ポケミス全解説』（2009年2月 フリースタイル） - 著：都筑道夫、編：小森収
- 『都筑道夫の読ホリデイ』（2009年7月 フリースタイル【上・下】） - 著：都筑道夫、編：小森収
- 『黄色い部屋はいかに改装されたか？ 増補版』（2012年4月 フリースタイル） - 著：都筑道夫、編：小森収
- 『短編ミステリの二百年』（創元推理文庫） - 小森による短編ミステリ評論も収録した全6巻のアンソロジー。編：小森収
  - 『短編ミステリの二百年〈1〉』（2019年10月） - 著：モーム、フォークナーほか
  - 『短編ミステリの二百年〈2〉』（2020年3月） - 著：チャンドラー、アリンガムほか
  - 『短編ミステリの二百年〈3〉』（2020年8月） - 著：マクロイ、エリンほか
  - 『短編ミステリの二百年〈4〉』（2020年12月） - 著：リッチー、ブラッドベリほか
  - 『短編ミステリの二百年〈5〉』（2021年6月） - 著：グリーン、ヤッフェほか
  - 『短編ミステリの二百年〈6〉』（2021年12月） - 著：レンデル、ブランドほか